# ديف شولتز (سياسي)
ديف شولتز هو سياسي أمريكي، ولد في 24 سبتمبر 1949 في ميلواكي في الولايات المتحدة، وتوفي في 7 أكتوبر 2007 في وينثروب هاربور في الولايات المتحدة.